# Ryan Fletcher
Ryan Fletcher (* 1983 in Blantyre, South Lanarkshire, Schottland) ist ein britischer Schauspieler in Film, Fernsehen und Theater. Internationale Bekanntheit erlangte er unter anderem in der DC-Serie Pennyworth in der Rolle des Wallace 'Dave Boy' MacDougal.

## Leben und Karriere
Ryan Fletcher begann seine Darstellerlaufbahn mit Kurz- und Videofilmen, bevor er 2004 und 2005 in zwei Episoden in der Fernsehserie River City den Charakter des Vader verkörperte. In den nächsten Jahren folgten weitere kleine Rollen in Fernsehfilmen wie Black Watch und Episoden von Fernsehserien wie Taggart, Gary Tank Commander, Only an Excuse?, Outlander oder Shetland. Von 2019 bis 2021 verkörperte er dann den Part des Wallace 'Dave Boy' MacDougal in der aufwendigen DC-Serienverfilmung Pennyworth an der Seite von Jack Bannon und Ben Aldridge.
Sein Spielfilmdebüt gab er im Jahre 2013 in Thomas Imbachs Historiendrama Mary Queen of Scots mit Camille Rutherford, Mehdi Dehbi und Sean Biggerstaff. 2019 sah man ihn in einer kleinen Nebenrolle als PC Billy Moncreif in Brian Welshs Kriminaldrama Beats mit Cristian Ortega, Lorn Macdonald und Laura Fraser.

## Filmografie (Auswahl)

### Kino
- 2013: Mary Queen of Scots
- 2019: Beats

### Fernsehen
- 2001: Victoria Died in 1901 and Is Still Alive Today (Fernsehdokumentarfilm)
- 2004–2005: River City (Fernsehserie, 2 Episoden)
- 2007: Black Watch (Fernsehfilm)
- 2008: Taggart (Fernsehserie, 1 Episode)
- 2009: Dennis Nilsen: Gràdh a’ Bhàis? (Fernsehdokumentarfilm)
- 2011: Limmy’s Show! (Fernsehserie, 1 Episode)
- 2012: Gary Tank Commander (Fernsehserie, 1 Episode)
- 2016–2018: Only an Excuse? (Fernsehserie, 2 Episoden)
- 2017: Outlander (Fernsehserie, 1 Episode)
- 2019: Mord auf Shetland (Shetland, Fernsehserie, 3 Episoden)
- 2019–2021: Pennyworth (Fernsehserie, 30 Episoden)

### Video
- 2002: In the General’s Secret Service
- 2002: Taxes, Tea, and Tyranny
- 2003: ...Influenced by None
- 2003: Soldier of Liberty
- 2005: For Ready Money

### Kurzfilme
- 1998: The Night Sweeper
- 2012: Meal Deal
- 2012: A Stately Suicide
- 2016: Scorpion